# Matka Roulin ze swym dzieckiem
Matka Roulin ze swym dzieckiem (hol. Augustine Roulin met baby, ang. Mother Roulin with Her Baby) – tytuł dwóch obrazów olejnych (nr kat.: F 490, 491, JH 1637, 1638) namalowanych przez Vincenta van Gogha na przełomie listopada i grudnia 1888 podczas jego pobytu w miejscowości Arles.

## Historia
Podczas swego pobytu w Arles Vincent van Gogh poznał Josepha-Étienne’a Roulina (1841–1903), naczelnika urzędu pocztowego przy przystanku kolejowym w Arles. Spotkał go prawdopodobnie w maju 1888, kiedy wysyłał swoje obrazy do brata Theo. Szybko się zaprzyjaźnili, a Roulin często zapraszał van Gogha do siebie na obiad. Van Gogh żywił głębokie i szczere uczucia do całej rodziny Roulinów; pozwoliło mu to dostrzec wiele szlachetnych i korzystnych cech w twarzach poszczególnych jej członków, których portrety zamierzał sporządzić.
W trakcie wizyt u Roulinów widział często Augustine (1851–1930), żonę Josepha, siedzącą na krześle i trzymającą w rękach sznur, którym kołysała kołyskę z leżącą w niej córeczką Marcelle. Van Gogh namalował serię obrazów zarówno z samą Augustine Roulin, jak i z córeczką na ręku. Na początku grudnia napisał do brata Theo:

Namalowałem portrety całej rodziny, rodziny listonosza, którego głowę namalowałem już przedtem – mężczyzny, jego żony, dziecka, małego chłopca i szesnastoletniego syna, wszyscy typowi Francuzi, choć wyglądają na Rosjan.

## Opis
Na pierwszym z obrazów Augustine Roulin trzyma na ręku córeczkę Marcelle, urodzoną w lipcu 1888. Kobieta jest nieruchoma, siedzi swobodnie. Jej twarz jest pogrążona w cieniu. Centralną postacią obrazu jest jej ruchliwe dziecko, którego pulchna twarzyczka spogląda w kierunku widza. Jednym z głównych aspektów namalowanych przez Van Gogha portretów poszczególnych członków rodziny Roulin jest kolorystyka. Każdy członek rodziny odznacza się wyrazistymi kolorami podstawowymi, jeśli chodzi o odzież i kontrastujące tło, którym odpowiadają różne punkty na kole barw. Na obrazie Matki Roulin ze swym dzieckiem postacie zostały namalowane w stonowanej zieleni i bieli, obwiedzione niebieskim konturem i umieszczone na żółtym tle. Użycie tych trzech kolorów, sąsiadujących ze sobą na kole barw, podkreśla bliskość matki i dziecka.
Drugi obraz jest bardziej sugestywny i dynamiczny – przedstawia pulchne dziecko, podtrzymywane pionowo przez matkę. Jednak pani Roulin jest tu ledwie widoczna, stonowany profil jej głowy z zaczesanymi włosami został zamarkowany w sposób powierzchowny i ledwie odróżnia się od grubego, płaskiego i żółtego tła. Uwagę zwracają jedynie jej spracowane ręce. Panuje pogląd, że zmarszczone czoło i obwisłe policzki dziecka posiadają cechę dorosłych osób malowanych przez Van Gogha i ciężko doświadczonych przez życie. Gorączkowy sposób malowania, widoczny w ruchach szpachelki malarskiej i pędzla, mógł być spowodowany chęcią szybkiego ukończenia obrazu, zanim dziecko stanie się zbyt niesforne.